# Software con sorgente disponibile
Un software con sorgente disponibile (dall'inglese source-available software) è un software distribuito attraverso un modello di distribuzione del codice sorgente che include degli accordi per cui esso possa essere visionato, e talvolta modificato, senza dover necessariamente presentare i criteri che lo possano definire open source. Le licenze associate vanno dal consentire la visione del codice per riferimento al consentirne la modifica e ridistribuzione per scopi sia commerciali che non.

## Distinzione fra software libero eopen source
Ogni software è definibile con sorgente disponibile fintanto che il suo codice sorgente è distribuito con esso, anche quando all'utente non è concesso il diritto legale di utilizzarlo, condividerlo, modificarlo o compilarlo. È dunque possibile che un software sia con sorgente disponibile e allo stesso tempo proprietario.
In contrasto, le definizioni di software libero e open source sono molto più stringenti. Entrambi sono sempre software con sorgente disponibile, ma non tutti i software con sorgente disponibile sono liberi od open source. Ciò accade perché le definizioni ufficiali di questi termini richiedono significativi diritti aggiuntivi a ciò che all'utente viene concesso di fare con il sorgente (incluso, tipicamente, il diritto di utilizzare tale software con l'attribuzione nei prodotti commerciali derivati).

## Licenze libere eopen source
Le licenze di software libero e quelle open source sono anche licenze di software con sorgente disponibile, poiché entrambe richiedono che venga reso disponibile il codice sorgente.